# Agustín Rod

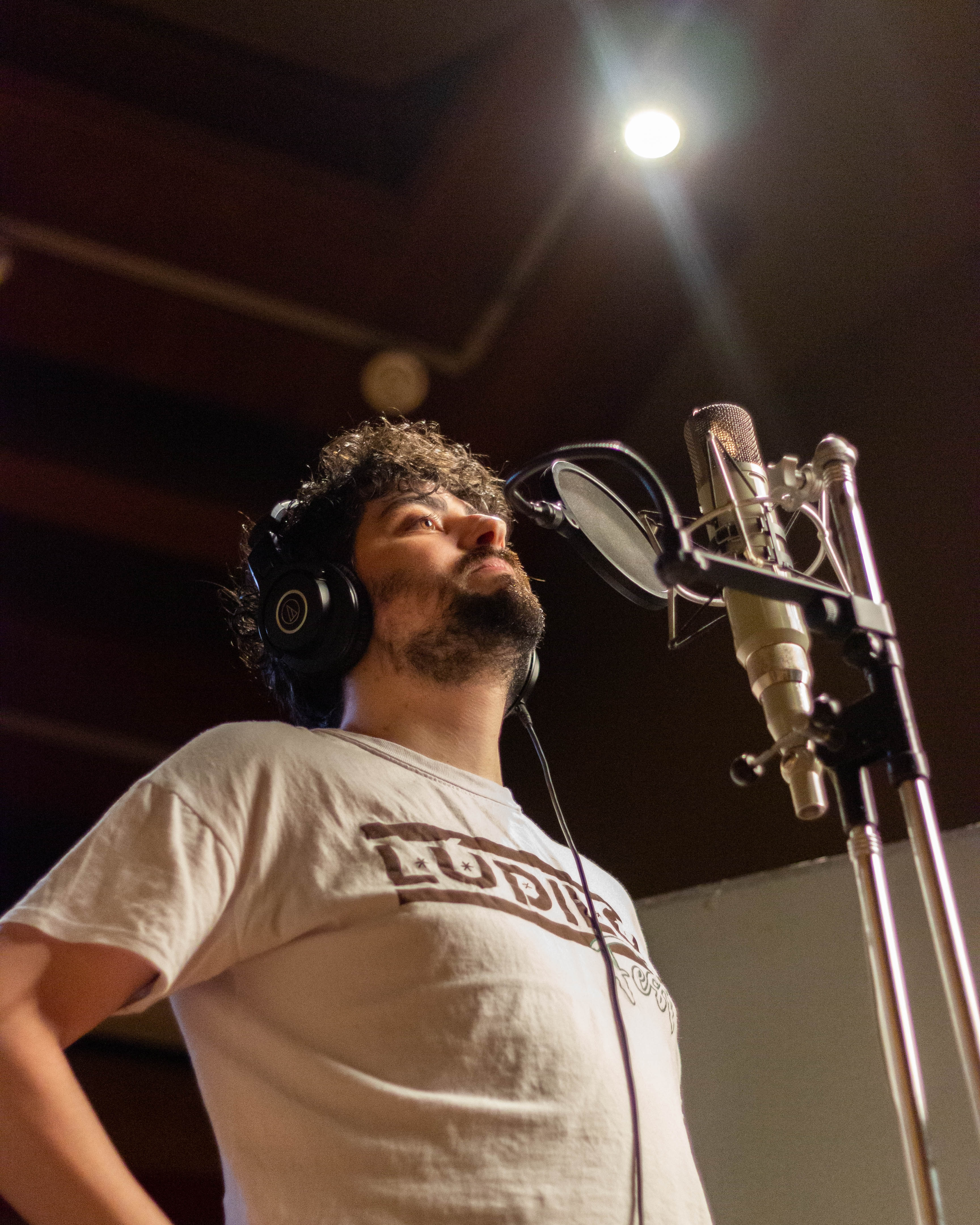
Agustín Rod grabando en Romaphonic Studios

Agustín Rod o Agustín Alejandro Rodríguez (Ciudad Autónoma de Buenos Aires, Argentina) es un artista y cantante argentino de música Pop/Rock. Es conocido principalmente por haber formado parte de la banda infantil Ktrask y haber sido uno de los ganadores del programa televisivo La banda de Cantaniño, transmitido por el canal Telefe en el año 2002 y conducido por Florencia Peña.
Actualmente es el cantante de Lúdilo una banda de Pop Rock formada en el 2021 por el pianista y saxofonista Nahuel Danoni.

## Biografía
Agustín Alejandro Rodríguez nació el 18 de noviembre de 1990, en la Ciudad Autónoma de Buenos Aires, en una familia de artistas. Desde muy chico Agustín estuvo en contacto con la música, el teatro y las artes visuales.

### La banda de cantaniño/Ktrask
En el año 2002, formó parte del programa televisivo La banda de cantaniño transmitido por Telefe y conducido por Florencia Peña.
EL programa era un reality show musical orientado al público infantil. Luego de una serie de pruebas y castings televisados finalmente Agustín, resulta ganador del programa junto a otros 4 niños.
Allí surge Ktrask, formado por Agustín Rodríguez, Nicolas Zuviría, Athenas Venica, Vanesa Leiro y Celeste Gómez Ríos.
Con Ktrask tuvo la oportunidad de visitar los más importantes medios de comunicación del momento y hacer giras por todo Argentina y Uruguay.
El grupo estuvo nominado a diversos premios de la música y de la televisión como los Premios Carlos Gardel y Martín Fierro, además de obtener Discos de Oro y Platino por las ventas de sus discos en Argentina.

### Lúdilo
A pesar de haber estado alejado por varios años de los medios, Agustín continúo su formación artística en el campo del teatro, cine, música y artes visuales. 
A finales del año 2021, es convocado por el pianista y saxofonista Nahuel Danoni para ser el cantante de su próximo proyecto.
Allí surge Lúdilo, una banda de Pop rock en español que con un estilo diferencial y sonoridad melódica, proponen a través de sus propias canciones y/o composiciones, un nuevo enfoque en el género con bases en la música popular.